# Theater Ravensburg

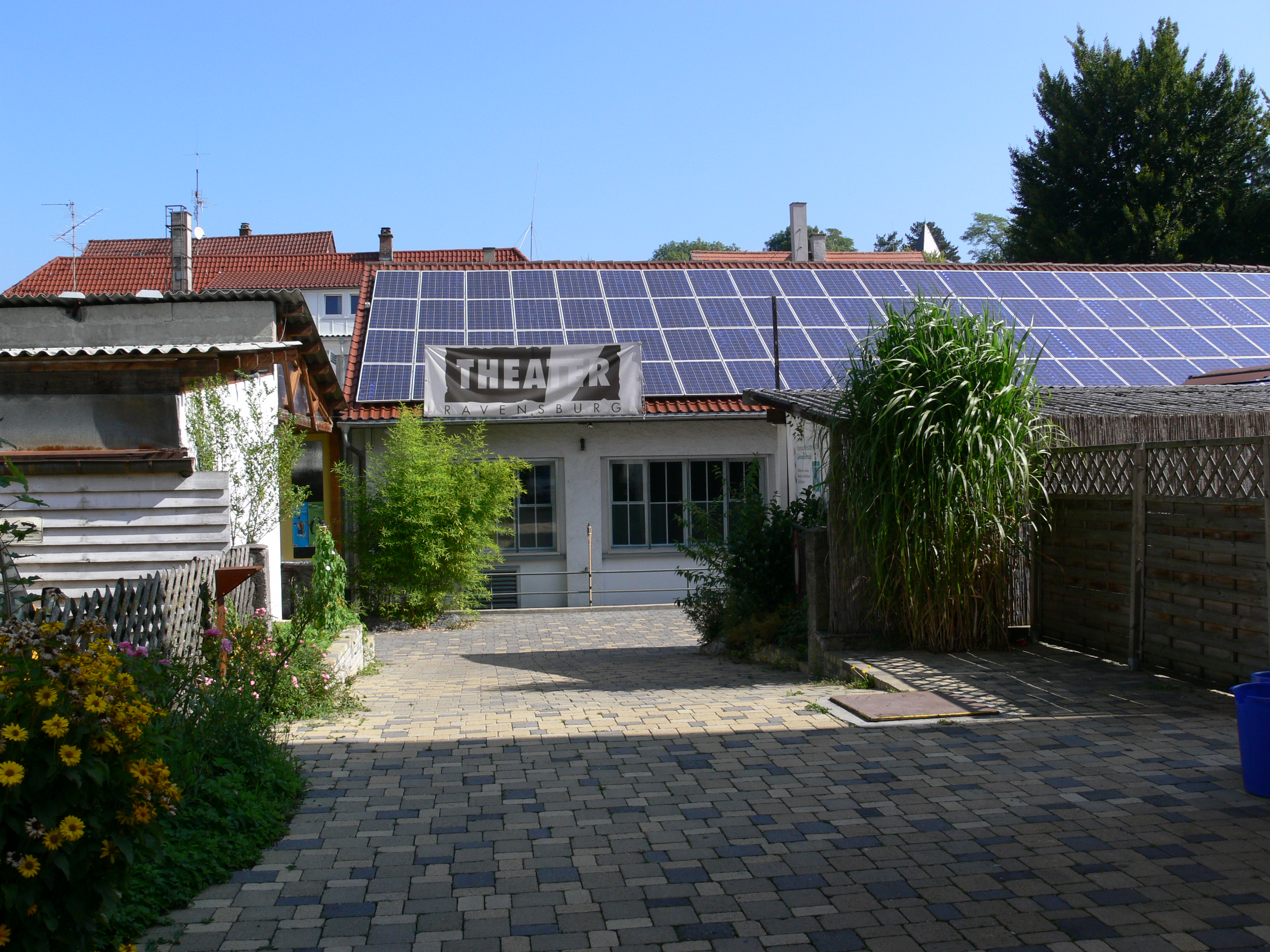
Das Theater Ravensburg in der Zeppelinstraße 7 (Foto von 2008)

Das Theater Ravensburg ist ein Theater im oberschwäbischen Ravensburg mit eigenem Ensemble, das jährlich etwa 200 Aufführungen in der eigenen Spielstätte und bei Gastspielen präsentiert.

## Trägerschaft
Träger des Theaters ist der 1985 gegründete Verein Theater Ravensburg e. V. Das Theater wird durch eigene Einnahmen und kommunale und staatliche Zuschüsse (in Höhe von 40 % der Kosten) finanziert. Es wird vom 1999 gegründeten Freundeskreis Theater Ravensburg e. V. unterstützt.
Seit 1987 leitet Albert Bauer das Theater.

## Geschichte
1987 nahm der Verein Theater Ravensburg mit dem Kinder-Mitspieltheater Philipp Lämmerzahl unter der Regie von Albert Bauer den Spielbetrieb an wechselnden Spielstätten in Ravensburg auf. Im September 1992 konnte eine feste Spielstätte mit 70 Plätzen in einer ehemaligen Kunstschule in der Zeppelinstraße in der Ravensburger Nordstadt bezogen werden. Seit dieser Zeit hat das Theater ein festes Ensemble. 1996 zog das Theater in eine ebenfalls an der Zeppelinstraße gelegene neue Spielstätte mit 150 Plätzen um. Als weitere Spielstätte für kleinere Projekte kam das Foyer/Theatercafé hinzu. Im Sommer werden im Hof des Theaters Open-Air-Aufführungen angeboten.

## Programm
Das Programm bestand in den 1990er Jahren hauptsächlich aus (teilweise von der Hausautorin Ingrid Lausund) selbst geschriebenen und selbst produzierten Theaterstücken, Kabarettprogrammen und Revuen. Seit etwa 2010 zeigt das Theater verstärkt auch Schauspiele fremder Autoren. Auch Gastspiele und Soloprogramme der Ensemblemitglieder sind häufig zu sehen.
Neben dem Repertoireprogramm veranstaltet das Theater Ravensburg regelmäßig Tanztage und andere Thementage und ist auch Veranstaltungsort lokaler Laientheatergruppen. Zu den theaterpädagogischen Angeboten im Umfeld des Theaters gehören ein jährliches Schultheaterprojekt, das Theaterpädagogische Zentrum Ravensburg, eine Jugendtheaterwerkstatt und die Zirkus- und Theaterschule Moskito.

## Ensemblemitglieder
- Tobias Bernhardt, Schauspieler / Regisseur
- Alex Niess, Schauspieler / Theaterpädagoge
- Marco Ricciardo, Schauspieler / Regisseur
- Ana Schlaegel, Schauspielerin
- Jutta Klawuhn, Schauspielerin / Theaterpädagogin

## Gäste
(Auswahl)
- Erik Rastetter, Schauspieler
- Britta Horn, Schauspielerin
- Markus Zink, Zauberkünstler
- Martin Theuer, Schauspieler
- Lisa Julie Rauen, Schauspielerin
- Karsten Engelhardt, Regisseur
- Markus Hepp, Schauspieler
- Uli Boettcher, Schauspieler